# خرچنگ‌های رنگین
خرچنگ‌های رنگین (نام علمی: Gecarcinucoidea) نام یک بالاخانواده از فروراسته خرچنگ است.